# Elionurus planifolius
Elionurus planifolius är en gräsart som beskrevs av Stephen Andrew Renvoize. Elionurus planifolius ingår i släktet Elionurus och familjen gräs. Inga underarter finns listade i Catalogue of Life.